# Киселёв, Сергей Владимирович (археолог)
Серге́й Влади́мирович Киселёв (17 июля 1905, Мытищи, — 8 ноября 1962, Москва) — советский историк и археолог, член-корреспондент Академии наук СССР с 23 октября 1953 года по Отделению исторических наук (история СССР и археология), лауреат Сталинской премии (1950). Муж археолога Л. А. Евтюховой.

## Биография
После окончания средней школы в Москве С. В. Киселёв поступил в 1923 г. в Московский государственный университет им. М. В Ломоносова на историко-археологическое отделение. По окончании его в 1926 г. Сергей Владимирович был направлен университетом в аспирантуру Института археологии и искусствознания Российской ассоциации научно-исследовательских институтов общественных наук. В 1930 г. он защитил кандидатскую диссертацию на тему «Минусинский неометалл» и начал работать в секторе археологии Института археологии и искусствознания.
С 1932 г. Сергей Владимирович работал в Москве в Отделении Государственной академии истории материальной культуры (МОГАИМК) сначала старшим научным сотрудником, позднее — действительным членом академии. С 1937 г. после реорганизации МОГАИМК в Институт истории материальной культуры Академии наук СССР, и до последних дней своей жизни Сергей Владимирович был связан своей научно-исследовательской работой с научным коллективом этого Института, преобразованного в настоящее время в Институт археологии РАН. С 1939 года — профессор кафедры археологии исторического факультета Московского университета.

## Научно-организационная деятельность
С 1929 по 1938 г. он работал в Государственном историческом музее в Москве в отделе раннего феодализма. Ряд лет (1945—1951 гг.) он был заместителем директора Института истории материальной культуры АН СССР (ныне Института археологии), с 1951 г. и по день смерти — заведовал сектором неолита и бронзы этого Института. С. В. Киселёв с 1950 по 1954 г. занимал должность ученого секретаря Президиума АН СССР. Около десяти лет он состоял членом бюро ОН АН СССР. С 1949 г. и до последних дней состоял главным редактором «Вестника древней истории» — органа Института истории АН СССР, активно содействуя развитию этой области советской исторической науки.
С 1927 года участвовал в археологических экспедициях в различных районах Забайкалья, Алтая, Центрального Казахстана и Южной Сибири, по материалам которых издал научную работу «Древняя история Южной Сибири» (изд. 1949 и 1951 гг.), заслужившую Государственную премию СССР.
В 1948—1949 году возглавлял археологические раскопки Каракорума, Хар балгаса и ряда других исторических объектов, проводимых совместной экспедицией, организованной Академией наук СССР и Комитетом наук Монголии. В 1949 году назначен главным редактором журнала «Вестник истории». Позже проводил исторические исследования в Туве и Читинской области, занимался раскопками города Хирхира, дворцового комплекса в Кондуе. Результаты этих исследований, как и советско-монгольской экспедиции 1948—1949 годов, отражены в монографии «Древнемонгольские города». В 1954—1956 годах руководил раскопками Большого Салбыкского кургана в Хакасии.

## Научные интересы
Круг научных интересов С. В. Киселёва определился ещё в годы аспирантуры. Основой специализации С. В. Киселёва была древняя и средневековая история Сибири и Центральной Азии. Опубликовал по этой тематике более 120 научных работ.
В 1953 г. С. В. Киселёв был избран членом-корреспондентом АН СССР.

## Награды
- орден Ленина (27.03.1954)
- орден «Знак Почёта»
- Премия имени М. В. Ломоносова (1947) — за исследования древней истории Южной Сибири
- Государственная премия СССР — за труд «Древняя история Южной Сибири»

## Память
Сергей Владимирович Киселёв умер 8 ноября 1962 года в Москве. Похоронен на московском Новодевичьем кладбище.

## Избранная библиография
- Из работ Алтайской экспедиции Гос. исторического музея в 1934 г. // СЭ, 1935, I.
- Маски из древнейших чаа-тас // Известия Гос. музея нм. Н. М. Мартьянова. Минусинск, 1935, 1.
- Работы на строительстве Московского метрополитена // I участок Археологические работы Академии на новостройках в 1932—1933 гг. I. М.—Л., 1935.
- Кузнецовские курганы // СА, 1936, 1.
- Остатки Белого и Земляного городов на Арбатском радиусе // По трассе первой очереди Московского метрополитена. Л., 1936.
- Саяно-Алтайская археологическая экспедиция 1935 г. // СА, 1936. 1.
- Старинные одежды, найденные на метро // По трассе первой очереди Московского метрополитена. Л. 1936.
- «Афанасьевские» курганы у сел Сыды и Теси // СА. 1937, 2.
- Карасукские могилы по раскопкам 1929. 1931, 1932 гг. // СА, 1937, 3.
- Мельницы в средние века // Сб. "Ремесла и промыслы IX—X вв ". М. 1937 (в соавторстве с Л. А. Евтюховой).
- Некоторые результаты Саяно-Алтайской экспедиции 1936 г. // ВДИ, 1937, I.
- Раскопки карасукского могильника на р. Бее в Хакасии летом 1936 г. // СА, 1937, 4.
- Саяно-Алтайская археологическая экспедиция в 1937 г // ВДИ, 1938, 2.
- Советская археология Сибири периода металла // ВДИ. 1938, 1.
- Карта монгольских завоеваний XIII // Приложение к кн. В. Ян «Чингис-хан». М., 1939.
- Чингис-хан и завоевания XIII века. Вступительная статья // В. Ян. Чингис-хан.
- Кыргызы // История СССР. ч. 3—4. М., 1939.
- Неизданные надписи енисейских кыргыэов // ВДИ, 1939, 3.
- Открытия Саяно-Алтайской археологической экспедиции в 1939 г. // ВДИ, 1939, 4 (в соавторстве с Л. А Евтюховой).
- Саяно-Алтайская археологическая экспедиция в 1938 г. // ВДИ. 1939, I.
- Десятый сезон раскопок Саяно-Алтайской экспедиции ИИМК и ГИМ // КСИИМК. III. 1940 (в соавторстве с Л. А. Евтюховой).
- Находка античных и византийских монет на Алтае ВДИ. 1940. 3—4
- Чаа-тас у села Копёны // Сб. статей по археологии СССР. Тр. ГИМ. XI, 1940 (о соавторстве с Л. А. Евтюховой).
- Рецензия. А. В Арциховский Введение в археологию. М. 1940 // ВДИ. 1940. 2
- Рецензия. КСИИМК. I, П. 1939; КСИИМК. Ill, 1940 // ВДИ. 1940, 2.
- Рецензия. В. П. Левашева Из далекого прошлого южной части Красноярского края. Красноярск. 1939 // ВДИ, 1940. 2.
- Курайская степь и Старо-Бардинский район, 1935 г. // Археологические исследования в РСФСР 1934—1936 гг М.—Л., 1941.
- Отчет о работах Саяно-Алтайской археологической экспедиции в 1935 г. // Тр. ГИМ, XVI. 1941 (в соавторстве с Л. А. Евтюховой).
- Хакасская автономная область, 1936 г. // Археологические исследования в РСФСР 1934—1936 гг. М.-Л. 1941.
- Рецензия. А. Я Брюсов. История древней Карелии Тр. ГИМ. 9. 1940 // ВДИ, 1941. 1.
- Рецензия. КСИИМК. IV. V. VI. VII. 1940 // ВДИ. 1941, 1.
- Рецензия. Б. А. Куфтин. Археологические раскопки в Триалети. I. Тбилиси. 1941 // ИЖ, 1942. 5.
- 25 лет советской археологии // Сб. «Двадцать пять лет исторической науки в СССР». М.—Л., 1942.
- Археологические экспедиции ИИМК АН СССР в 1945 году // Вестник древней истории. — 1946. — № 2 (16). — С. 156—159.
- Археологическая поездка в Монголию. КСИИМК, XXI. 1947.
- [Анучин, Дмитрий Николаевич|Дмитрий Николаевич Анучин] — археолог // Тр. ИЭ АН СССР. Новая серия. М.— Л., 1947, 1.
- Древнехакасский «эль» // Зап. Хакасск. НИИЯЛИ. Абакан, 1947. 1
- Древняя история Южной Сибири (Автореферат докт. дисс). ДИСИФ МГУ, М.
- Из истории торговли енисейских кыргыз // КСИИМК, XVI. 1947.
- Монголия в древности // ИАН СССР. Серия ист. и фил. 1947, 4. № 4.
- Рецензия. КСИИМК. X. 1941. // Сб.: Советская этнография, М.— Л., 1947, вып. 6—7.
- К вопросу о культуре древнейшего европеоидного населения Сибири // ВДИ, 1948. 1.
- Рецензия. А. А. Иессен. Греческая колонизация Северного Причерноморья, её предпосылки и особенности. Л. 1947 // ВДИ. 1918. 3.
- Древняя история Южной Сибири. МИА. 1949, 9.
- Лугавская стоянка // КСИИМК. XXV. 1949.
- Письменность енисейских кыргыз // КСИИМК, XXV, 1949.
- Саяно-Алтайская экспедиция // КСИИМК. XXVI, 1949. (В соавторстве с Л. А. Евтюховой).
- Рецензия В. И. Равдоникас. История первобытного общества, ч. II. Л., 1947 // КСИИМК. XXVIII. 1949
- Из древней истории Срединной Азии. ДИСИФ МГУ. М, 1950, вып. 9.
- Работы советских археологов. Пекин. 1950 (На китайском яз.).
- Советская историческая наука. Пекин. 1950 (На китайском яз.).
- Древняя история Южной Сибири. 2-е изд. М. 1951.
- Краткий очерк древней истории хакасов Абакан. 1951.
- Вопросы археологии первобытного общества // КСИИМК. XXXVI. 1951
- Советская археология в первое послевоенное пятилетие // ИАН СССР. Серия ист. и фил. 1951, 8. № 3.
- Советская археология в первом послевоенном пятилетии // Тезисы докладов на сессии Отделения ист. и филос. и пленуме ИИМК, посвященных итогам археологических исследований 1946—1950 гг. М, 1951.
- Рецензия. Л. П. Потапов. Очерки по истории алтайцев. Новосибирск, 1948 // ВДИ, 1951, 3.
- Советская археология в первое послевоенное пятилетие // КСИИМК. XLIV, 1952.
- Задачи советской археологии // Тезисы сессии Отделения ист. и фил. и пленума ИИМК М, 1953 (Гектографированное изд.).
- Китай. Археологический очерк // БСЭ, 1953. т. 21; Археологический очерк, сб. «Китай», М., 1954.
- О недостатках и новых задачах в изучении бронзового века // Сб. "Против вульгаризации марксизма в археологии. М. 1953.
- Программа курса «Бронзовый век». М., 1954.
- Первобытно общинный строй История Монгольской Народной Республики. М. 1954.
- Предисловие // Очерки «По следам древних культур», 3. М. 1954
- Рецензия. А. В. Арциховский. Основы археологии. М. 1954 // ВДИ, 1955, 1.
- Китай и Сибирь в бронзовом веке // Тезисы докладов ИФ МГУ, М, 1955.
- Земледельческие племена Европы // Всемирная история. М., 1955, I (в соавторстве с А. П. Окладниковым).
- Неолитические племена Европы, Средней и Северной Азии в V—IV тысячелетиях

до н. э. // Всемирная история, I.
- Племена Европы и Азии во II тысячелетии до н. э. // Всемирная история. I.